# Sara Curruchich
Sara Curruchich Cúmez conocida como Sara Curruchich (San Juan Comalapa, 25 de julio de 1993) es una artivista guatemalteca de origen maya kaqchikel. Además de ser cantautora y compositora, toca la marimba y la guitarra. Es activista en defensa de los derechos de las mujeres y de los pueblos originarios de Guatemala, y una colaboradora de ONU Mujeres en Guatemala.

## Biografía
Nació en Chimaltenango y aprendió de música escuchando a su familia. Su padre era músico empírico y tocaba la guitarra mientras que su madre cantaba. Desde que tiene memoria, Sara recuerda querer dedicarse a la música.
Estudió en la Escuela Normal para Maestros de Música Jesús María Alvarado y para 2016 cursaba el segundo año de licenciatura en música.

## Trayectoria
En 2012, empezó su carrera artística con un grupo local de marimba formado solo por mujeres que se llamaba Teclas en Armonía y su primera actuación pública individual fue a partir de una invitación de la Orquesta de Alemania. 
Sus canciones hablan sobre el respeto por la naturaleza y la memoria de los pueblos mayas y en ellas mezcla el español con el kakchiquel, como una manera de reivindicar su idioma materno. Con la balada Ch'uti'xtän (Niña) se hizo especialmente conocida en Guatemala y logró más de dos millones de visitas en las redes sociales.
El 1 de marzo de 2016 presentó su segundo sencillo, Resistir, un tema escrito en 2014 que fue dedicado a las personas que luchan contra la opresión y la violencia, grabada con el apoyo del estudio Análogo Digital.
En sus entrevistas denuncia la ocupación de las tierras por parte de las multinacionales, los ataques y asesinatos de líderes y lideresas indígenas que se han pronunciado al respecto.
En 2016 realizó su primera gira en Estados Unidos bajo el nombre de Matyox K’aslem Tour 2016 presentándose en Bizarre Bushwick de Brooklyn y ofreciendo un concierto en la sede de Naciones Unidas en Nueva York en el marco de las sesiones del Foro Permanente para las Cuestiones Indígenas.
En enero de 2017 presentó Ralk’wal Ulew, Hijas e Hijos de la Tierra, acompañado con un videoclip realizado por la documentalista Pamela Yates a quien conoció en Nueva York en 2016. La canción acompaña al documental 500 años. y surge a partir de las movilizaciones históricas de pueblos indígenas contra la corrupción en Guatemala y las que provocaron la renuncia de Otto Pérez Molina.
Fue destacada como Artista Revelación por la Fundación Dante Alighieri.